# 윤종섭
윤종섭(尹鍾燮, 1948년 7월 25일 ~ )은 대한민국의 바둑 기사이다.

## 약력
대구 출신으로 1973년에 입단하였다. 1990년 2단을 거쳐 1995년에 3단으로 승단하였다. 2002년 4월, 제46기 국수전 1차예선 결승에서 윤종섭 3단이 신예 박영훈 3단을 170수만에 불계승으로 이겨 화제가 되었다. 2012년, 2012 더 리버사이드호텔배 시니어바둑삼국지 본선 8국에 진출했다. 2016년 4월, 4단으로 승단했다.